# Single Lady
Single Lady (včetně podtitulu Single Lady: Jízda v Óčku) je český televizní seriál uváděný internetovou televizí Playtvak.cz od 24. dubna 2017. Po uvedení prvních dvou dílů k tomuto datu následovaly další zhruba 12minutové díly v týdenním intervalu. Celkem jich bylo vyrobeno deset. Od 6. dílu bylo uveřejňování přesunuto z pondělního termínu už na nedělní podvečer. Dramatickou komedii režírovala Jitka Rudolfová, scenáristicky na ní pracovaly Veronika Dostálová a Tereza Seidlová.
Hlavní postavou seriálu je ředitelka hudební televize Óčko Sabina, kterou ztvárnila Jana Plodková. Zdeněk Strnad z DigiZone.cz její postavu přirovnal k české Anně Wintourové, známé z filmu Ďábel nosí Pradu v podání Meryl Streepové. Plodkové herecky sekundují např. Václav Kopta, Tomáš Měcháček, Vladimír Polívka či Rozálie Havelková. Playtvak.cz i Óčko jsou součástí mediální skupiny MAFRA, v jejíchž prostorách také natáčení probíhalo, samotné Óčko jej rovněž reprízově uvádělo ve svém nočním programu. Jednalo se o první velký seriál této mediální skupiny.
Uvedení druhé řady seriálu s podtitulem Divoká jízda pokračuje bylo v říjnu 2017 ohlášeno na jaro 2018. V únoru pak bylo upřesněno uveřejnění jejích deseti 12minutových dílů od dubna 2018. Premiéra byla stanovena na 22. dubna 2018. Hlavní postava Sabina se v tomto pokračování měla stát šéfredaktorkou časopisu Máma a Mimi, poté co jí místo v čele vysněného luxusního časopisu vyfoukla kamarádka Anna. Další postavou pokračující z první řady je Gábina, která se zde objevuje těhotná. Mužskou část osazenstva přestavují nově Sabinin šéf Adam (Jiří Vyorálek), její kolega (Michal Kern) a právník Jirka (Jaroslav Plesl).

## Obsazení

### Postavy v 1. řadě
| Jana Plodková        | Sabina Krátká, ředitelka TV Óčko                  |
| Tomáš Měcháček       | Tadeáš, zpěvák a hudebník                         |
| Markéta Stehlíková   | Anna, Sabinina kamarádka a členka vedení televize |
| Vladimír Polívka     | Jakub Procházka, Gábinin bratr                    |
| Rozálie Havelková    | Gábina, Sabinina nová asistentka                  |
| Petr Stach           | Oskar Haluška, člen vedení televize               |
| Veronika Lazorčáková | Lucie, Annina kamarádka a manželka Tadeáše        |
| Václav Kopta         | Karel „Čolek“, taxikář                            |
| Anna Šišková         | Sabinina matka                                    |
| Zdeněk Pecháček      | Sabinin šéf                                       |

### Epizodní role v 1. řadě
| Václav Neužil     | Sabinin milenec z taxíku (1. díl)          |
| Martin Huleja     | muž z rande v baru (1. díl)                |
| Ivana Šulavíková  | Monika, dívka z rande v baru (1. díl)      |
| Alexander Guha    | (2. díl)                                   |
| Jakub Žáček       | Majk Jegot, youtuber, host pořadu (3. díl) |
| Johan Mádr        | moderátor Óčka (3. díl)                    |
| Ondra Havel       | moderátor Óčka (3. díl)                    |
| Robert Volník     | (3. díl)                                   |
| Ríša Müller       | (3. díl)                                   |
| Petr Mareček      | (3. díl)                                   |
| Vašek Sadilek     | (3. díl)                                   |
| Daniela Šišková   | (4. díl)                                   |
| Nataša Mikulová   | servírka, co měla mít volno (5. díl)       |
| Evelína Farkašová | (5. díl)                                   |
| Tomáš Kettner     | (6. díl)                                   |
| Robert Volník     | (6. díl)                                   |
| Andrej Polák      | (8. díl)                                   |
| Václav Červenka   | (8. díl)                                   |
| Olga Konovová     | (8. díl)                                   |
| MatYes            | (8. díl)                                   |
| Koťák             | (8. díl)                                   |

## Seznam dílů

### První řada
| Poř. | Název                | Režie           | Scénář                              | Datum uveřejnění | Díl on-line |
| ---- | -------------------- | --------------- | ----------------------------------- | ---------------- | ----------- |
| 1    | Sexy šéfka           | Jitka Rudolfová | Veronika Dostálová, Tereza Seidlová | 24. dubna 2017   |             |
| 2    | P*cačka              | Jitka Rudolfová | Veronika Dostálová, Tereza Seidlová | 24. dubna 2017   |             |
| 3    | Potřebuju panáka!    | Jitka Rudolfová | Veronika Dostálová, Tereza Seidlová | 1. května 2017   |             |
| 4    | Máš vokno?           | Jitka Rudolfová | Veronika Dostálová, Tereza Seidlová | 8. května 2017   |             |
| 5    | Vopice               | Jitka Rudolfová | Veronika Dostálová, Tereza Seidlová | 15. května 2017  |             |
| 6    | Správnej moment      | Jitka Rudolfová | Veronika Dostálová, Tereza Seidlová | 21. května 2017  |             |
| 7    | Panic                | Jitka Rudolfová | Veronika Dostálová, Tereza Seidlová | 28. května 2017  |             |
| 8    | Bankrot              | Jitka Rudolfová | Veronika Dostálová, Tereza Seidlová | 4. června 2017   |             |
| 9    | Pinďouři z automatu  | Jitka Rudolfová | Veronika Dostálová, Tereza Seidlová | 11. června 2017  |             |
| 10   | O pár měsíců později | Jitka Rudolfová | Veronika Dostálová, Tereza Seidlová | 18. června 2017  |             |

Verze pro televizi
1. Sexy šéfka
2. Potřebuju panáka!
3. Vopice
4. Panic
5. Pinďouři z automatu

### Druhá řada
1. Lady na dně
2. Táta v luftu
3. Na značky
4. Láskomejdlo
5. Na tripu
6. Pleny a diamanty
7. Zešílení
8. Svědek
9. Rekonstrukce
10. Pryč

Verze pro televizi
1. Lady na dně
2. Na značky
3. Na tripu
4. Zešílení
5. Rekonstrukce

## Produkce
Seriál natočený pro divizi Mafra TV pochází z produkce Lucky Man Films Davida Ondříčka. Produkční náklady v řádu jednotek milionů částečně hradila Komerční banka výměnou za exkluzivní product placement. Natáčení vedle kanceláří Mafry a studia Óčka probíhalo také v reálných prostorách pražských restaurací, barů či kaváren. Režisérka Jitka Rudolfová s kameramanem Ferdinandem Mazurkem i hlavní představitelkou Janou Plodkovou spolupracovala už o 4 roky dříve na filmu Rozkoš.
Úvodní píseň k Single Lady nazpívala Markéta Jakšlová Plecháčová, která si říká Marqet.
V druhé řadě seriálu pokračovala spolupráce režisérky Jitky Rudolfové s produkční společností Lucky Man Films.

## Přijetí
Podle Martina Svobody z Aktuálně.cz seriál „dopadá neslavně. Nejasný koncept a špatně rozvinutá hlavní role po čtyřech epizodách nedávají moc důvodů seriálu dál věřit.“ Představitelka hlavní postavy Jana Plodková však podle něj „postavu šéfové ztvárňuje do značné míry inteligentně“. Nicméně „na opravdové drama jsou vztahy mezi postavami příliš nerozvinuté a na komedii je zde relativně málo humoru.“
Marek Osvald na serveru Kinobox.cz udělil seriálu celkové hodnocení 40 %, přičemž kritizoval stereotypní, „přehnané a těžko uvěřitelné“ postavy či pokulhávající kvalitu dialogů, vyzdvihl nahlédnutí do skutečných myšlenkových pochodů hlavní postavy prostřednictvím telefonátů s matkou. „Single lady si bezpochyby svou omezenou cílovku dívek a dam s podobným pohledem na svět najde, ale pokud chcete podobný formát krátkých skečů do 20 minut, sáhněte radši po Vyšehradu nebo Kanceláři Blaník.“ Podle Veroniky Svrčinové z magazínu Eyemag jsou jedním z nedostatků nedotáhnuté scény. „Nic intelektuálního typu Hořící keř nečekejte. Tady jsou cílovka hlavně ženy a záměr vykreslit složitost dnešních vztahů a emancipovanost jemnějšího pokolení, které se naprosto s ničím nepáře.“ Matt Jedlička z webu Tyinternety.cz zařadil Single Lady mezi šest nejlepších seriálů natočených pro český internet.

## Související díla
V říjnu 2017 televize Playtvák ohlásila podzimní uvedení dvou dalších seriálů podobného produkčního konceptu: Taxikář vyprávějící příběh taxikáře a otce titulní postavy Single Lady v podání Václava Kopty a Single Man o čtyřicetiletém Filipovi, jehož ztvárnil Marek Taclík. Oba seriály se dají považovat za spin-offy, jelikož se v nich postava Sabiny objevila. Ve stejné době bylo ohlášeno i uvedení druhé řady vlastního seriálu Single Lady.